# Ниномия, Кадзухиро
Кадзухиро Ниномия (яп. 二宮 和弘 Ниномия Кадзухиро, 28 ноября 1946 года, Фукуока,Япония) — японский дзюдоист, чемпион Олимпийских игр, чемпион мира, чемпион и многократный призёр чемпионатов Японии по дзюдо.

## Биография
Родился в Фукуоке в 1946 году. В 1967 году победил на Универсиаде в Токио. После окончания университета Тэнри поступил на работу в полицию Фукуоки и продолжил занятия дзюдо в школе Shoki Juku под руководством олимпийского чемпиона Исао Окано. Уже в 1970 году победил на чемпионате Азии.
Перед Олимпийскими играми 1976 года, отбор в японскую команду осуществлялся по результатам чемпионата Японии. Однако в абсолютной категории и категории свыше 93 килограммов, федерация дзюдо Японии рассчитывала на Харуки Уэмуру и Сумио Эндо, поэтому Кадзухиро Ниномия, сбросив более семи килограммов боролся и выиграл в категории до 93 килограммов
На олимпийских играх в его категории боролись 32 дзюдоиста.
Борец, победивший во всех схватках группы выходил в финал, где встречался с победившим борцом из другой группы. В «утешительных» схватках встречались те борцы, которые проиграли победителю группы: так, проигравший борец «Б» в первой схватке борцу «А», во второй схватке (при условии, что борец «А» свою вторую схватку выиграл) боролся с проигравшим борцу «А», и если выигрывал, то продолжал участвовать в турнире до тех пор, пока борец «А» не проигрывал. Победители в утешительных схватках получали бронзовые медали.
В первых четырёх схватках Кадзухиро Ниномия победил Фахида Салема (Кувейт), Ан Ун Нама (Северная Корея), Дитмара Лоренца (ГДР) и Юрга Рётлисбергера (Швейцария). В финале Кадзухиро Ниномия встретился с Рамазом Харшиладзе.  Японский борец доминировал всю схватку, не позволив Харшиладзе даже серьёзных попыток проведения приёма. К концу десятиминутной схватки советский борец неоднократно предупреждался за пассивное ведение борьбы, и в пассиве у Харшиладзе было предупреждение кэй-коку (за которое сопернику присуждается вадза-ари). Кроме того, японец ещё выигрывал юко за удачно проведённую заднюю подножку (о-сото гари) 
Выступал после олимпийских игр в течение двух лет, в 1978 году занял второе место на кубке Дзигоро Кано и оставил большой спорт.
После ухода из большого спорта был советником в нескольких японских федерациях дзюдо местного уровня, в 2007 году стал тренером в Nishinippon Institute of Technology.